# إنغريد تشافيز
إنغريد تشافيز (بالإنجليزية: Ingrid Chavez)‏ هي كاتبة غنائية ومغنية أمريكية، ولدت في 21 يناير 1965 في ألباكركي في الولايات المتحدة.

## وصلات خارجية
- الموقع الرسمي
- إنغريد تشافيز على موقع IMDb (الإنجليزية)
- إنغريد تشافيز على موقع ميوزك برينز (الإنجليزية)
- إنغريد تشافيز على موقع أول ميوزيك (الإنجليزية)
- إنغريد تشافيز على موقع أول ميوزيك (الإنجليزية)
- إنغريد تشافيز على موقع ديسكوغز (الإنجليزية)
- إنغريد تشافيز على موقع قاعدة بيانات الفيلم (الإنجليزية)